# هتر برگزما
هتر برگزما (انگلیسی: Heather Bergsma؛ زادهٔ ۲۰ مارس ۱۹۸۹) اسکیت‌باز سرعت اهل ایالات متحده آمریکا است.